# Fokker Dr.I
El Fokker Dr.I (Dreidecker, ‘triplano’ en alemán) fue un caza alemán de la Primera Guerra Mundial construido por la compañía de Anthony Fokker. Cuando irrumpió en el frente occidental a finales de la década de 1910, pilotado por ases legendarios como el «Barón Rojo», Manfred von Richthofen, el reducido número de Dr.I alcanzó un impresionante palmarés de victorias en combate. Hay un modelo en el Museo Nacional de la Fuerza Aérea de Estados Unidos.

## Historia
Los triplanos Sopwith Triplane entraron en servicio con el Royal Naval Air Service RNAS y, en no poca medida gracias a la tremenda agresividad y habilidad de sus pilotos, sembraron la inquietud entre los aviadores alemanes. Los triplanos entraron en acción durante la batalla de Arras, en abril de 1917. Cuando un triplano se estrelló tras las líneas alemanas, sus restos fueron estudiados hasta el menor detalle. Incluso el comandante del Servicio Aéreo Imperial alemán, el general von Höppner, elogió públicamente al caza británico.
Hacia la primavera de 1917, casi todas las compañías importantes de aviación trataban de fabricar un caza triplano. Pero fue el astuto neerlandés Anthony Fokker quien consiguió el éxito. Estaba tan ansioso por aventajar a sus rivales que no solo se dedicó a estudiar de cerca a los triplanos Sopwith volando en el frente, sino que consiguió apoderarse para su factoría de Schwerin, de forma completamente ilegal, de los restos del ejemplar estrellado.[cita requerida]
El último prototipo de los talleres Schwerin era el D.VI (una designación de la compañía, no relacionada con el D.VI que más tarde se fabricaría) proyectado para la Luftfahrtruppen (fuerza aérea) del Imperio Austrohúngaro. En junio de 1917 el jefe de diseño Reinhold Platz con la colaboración del ingeniero jefe Möser rehízo rápidamente los planos, y el D.VI surgió a la luz hacia primeros de julio de 1917.
Era el primer triplano alemán, y fue inmediatamente evaluado por el teniente Werner Voss, ya por entonces un famoso as.
Platz había diseñado anteriormente biplanos de caza extremadamente avanzados, con alas completamente cantilever, y proyectó de igual manera el D.VI, ya que la corta envergadura del triplano facilitaba el uso de alas sin riostras. los dos planos inferiores iban unidos a la parte superior e inferior del fuselaje, y los únicos montantes eran tubos de acero en " V " invertida que soportaban un plano superior situado muy por encima del fuselaje. Este plano era el único que disponía de alerones, controlados por medio de ligeras varillas.
Movido por un motor rotativo Oberursel Ur.II de 110 cv, el D.VI se comportó excelentemente en las pruebas de vuelo, pero antes de ser enviado en agosto a Hungría, se aumentó la envergadura del plano superior y de los alerones. Para eliminar ligeras vibraciones alares, se añadieron montantes de madera ligera y sección currentilínea en " I ", que unían los planos cerca de la punta. El armamento consistía en dos ametralladoras LMG 08/15 de 7,92 mm.

## Desarrollos posteriores

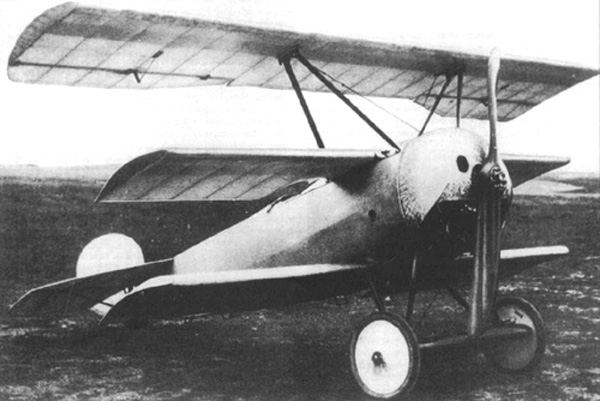
Prototipo V.4, 1917.

El D.VI a menudo denominado incorrectamente V3, fue seguido por el primero de los Fokker en poseer un número Versuch (experimental), el V4. El 11 de junio de 1917 se encargaron dos triplanos V4, con alerones contrapesados y desescuadrados en las puntas alares. En agosto se pidió un cierto número de triplanos V7 con motores más potentes, tales como el Siemens-Halske Sh.III de 160 cv, el Oberursel Ur.III de 160 cv, el Le Rhône fabricado por Steyr de 145 cv y el Goebel Goe. III de 170 cv. Todos ellos tenían alas modificadas, con envergadura incrementada en pasos iguales de abajo arriba. Mantenían los montantes interalares en " I " y tenían alerones y timones de profundidad con contrapesos; los de los alerones se extendían hacia fuera de las puntas alares. Pese a la falta de datos disponibles, la potencia de su motor indica que los prototipos V de caza fueron probablemente superiores a los triplanos de serie.
Se construyó aún otro triplano de investigación, el D.VII, con una designación que se haría famosa aplicada a un caza completamente diferente, seis meses más tarde. Fokker era de la opinión de que el mejor motor de caza era el Mercedes D.III, de seis cilindros en línea refrigerados por agua, y una potencia de 160 cv. Convencido como siempre de que los fabricantes alemanes estaban "en contra suya" a causa de sus fantásticos éxitos y de su nacionalidad neerlandesa (y muy a menudo fue así), Fokker se lamentaba de que, al tener la compañía Albatros un contrato en exclusiva para la totalidad de los motores D.III, él se veía obligado a utilizar motores rotativos de inferior calidad. De hecho, los rotativos eran más apropiados para el ligero triplano, como demostró el D.VII. Este triplano único, construido en julio-agosto de 1917 al tiempo que los prototipos con motor rotativo, tuvo un motor D.III y resultó inevitablemente más grande y pesado. El diseño parecía estar equivocado en todas partes; el fuselaje debió ahondarse en el punto de unión con el plano inferior, el motor quedaba demasiado alto y la cabina hubo de desplazarse hacia atrás para compensar la masa del motor refrigerado por agua. La visibilidad y maniobrabilidad eran malas y el triplano D.VII fue rápidamente abandonado (para hacer justicia al motor, debe decirse que fue utilizado en el soberbio, y por otra parte distinto, caza biplano Fokker D.VII de 1918).

## En primera línea y diseño final

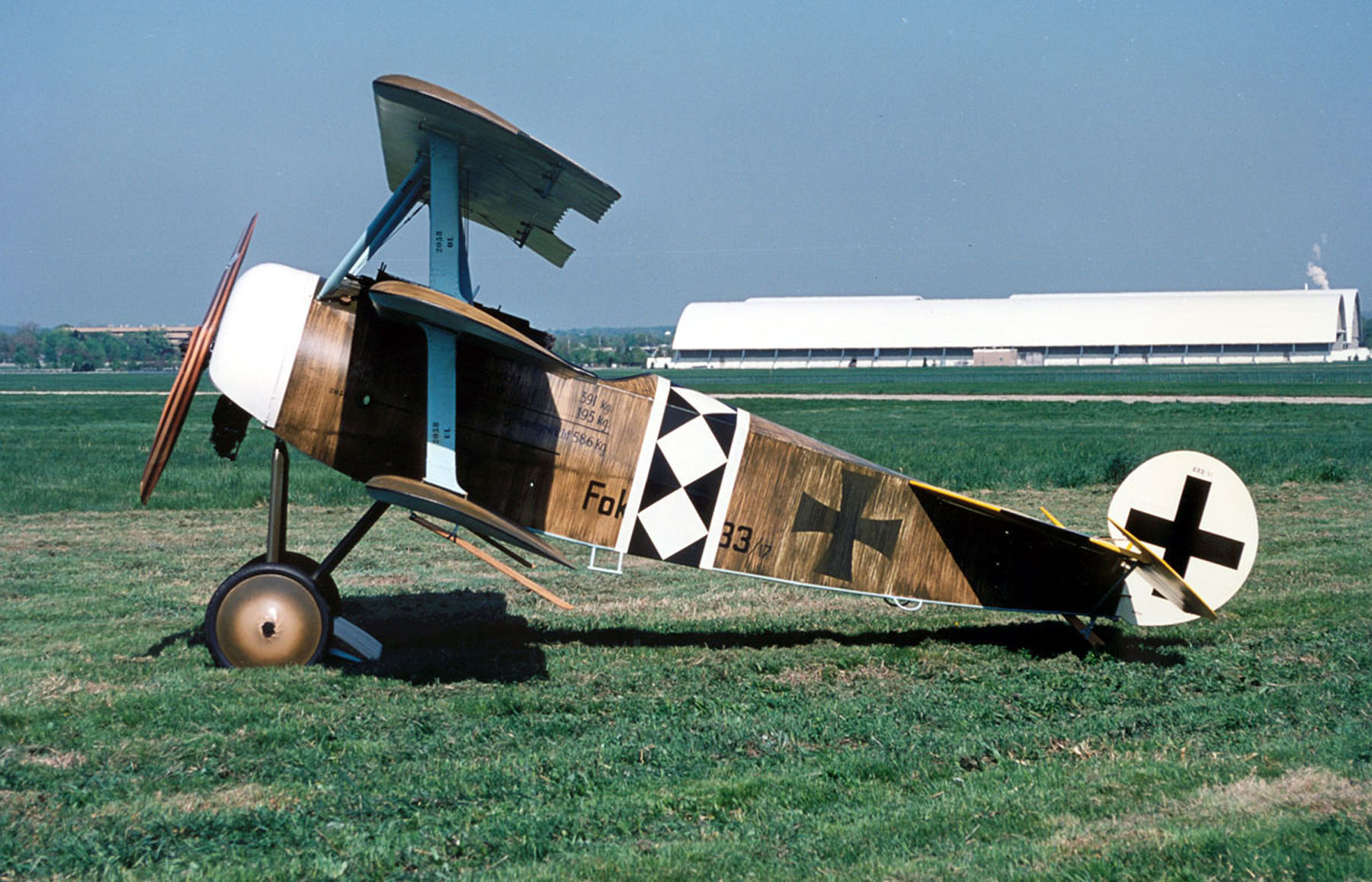
Un modelo de Fokker Dr.I de la USAF.

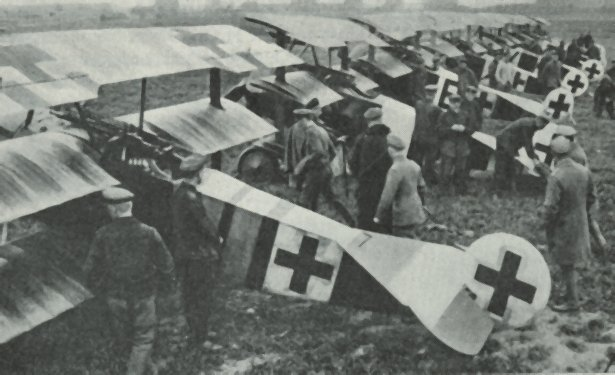
Triplanos de la Jasta 26 en Erchin, Francia.

El teniente Voss empleó más de 20 horas en la evaluación de los dos prototipos triplanos V4 en agosto de 1917, hasta que a finales de ese mes los encontró satisfactorios. Por entonces ambos habían entrado en acción en el frente, pilotados en alguna ocasión por el propio Fokker (utilizando el uniforme de un oficial alemán, voló en misiones operativas para probar su mecanismo de sincronización, a pesar de ser ciudadano de un país neutral).
Fokker recibió un pedido inmediato de 318 triplanos, designados Dr.I (Dr. de Dreidecker, triplano), excepto los tres primeros, denominados F.I.
Voss realizó su primer vuelo operacional en el Fok.103/17 (Fokker n.º 103 del año 1917), el segundo prototipo V4, el 30 de agosto de 1917. En esta misión reclamó una victoria. Dos días después, el 1º de septiembre, von Richthofen consiguió su 60.ª victoria pilotando el V4 original (102/17). Volando con la Jaddgeschwader 1 (JG1) de von Richthofen, los dos prototipos consiguieron éxito tras éxito. Voss monopolizó el segundo Dr.I (103/17) y consiguió un destacado palmarés de 20 victorias confirmadas en 24 días, antes de morir derribado en una lucha clásica, el 23 de septiembre, contra no menos de seis cazas Royal Aircrarf Factory S.E.5 a del 56.º Squadron.
Los Dr.I de producción llegaron a la JG1 a partir del 12 de octubre de 1917. Su fama se había extendido ampliamente, y los pilotos de von Richthofen los esperaban ansiosos. Pero de hecho, las prestaciones del triplano no justificaban su reputación; básicamente era un representante rezagado de una especie a extinguir, la de los cazas con motor rotativo.
La estructura del Dr. I era típica de Fokker y Platz, con una construcción mixta muy resistente. Los planos eran casi totalmente de madera, con acero en las juntas principales y en las uniones de las riostras. Cada plano tenía una única caja de vigas, con largueros principales de madera dura ahusada (perforada según un patrón para aligerarla) unidos por costillas empotradas. Los bordes de fuga eran de cables, y de ahí su característica apariencia festoneada cuando el recubrimiento textil se barnizaba y estiraba. El corto fuselaje y la cola estaban cuidadosamente soldados en hormas de tubos de acero preconformado, añadiéndose carenajes de madera ligera previamente a su recubrimiento en tela. El tradicional tren de aterrizaje con resortes de caucho tenía el eje carenado con una aleta característica de muchos de los cazas Fokker. Otro rasgo común de la época era la ausencia de deriva; la única superficie vertical de cola era un simple timón redondeado que pivotaba en el extremo final de fuselaje. El pequeño depósito de combustible se encontraba inmediatamente detrás del motor y debajo de las ametralladoras; el armamento usual, raramente alterado en la práctica, consistía en dos ametralladoras LMG 08/15 (comúnmente apodadas "Spandau") con tolvas de munición en el fuselaje, detrás del depósito, y las culatas dentro de la cabina.
Todos esos elementos juntos componían un caza sencillo, relativamente barato y muy ágil, que con el motor estándar sde 110 cv podía trepar más rápidamente que muchos aviones más potentes y girar con menor radio, un factor vital en el combate evolucionante. Pero la velocidad era mediocre incluso para los estándares de finales de 1917, y el alcance y la autonomía eran excepcionalmente pobres; solo un piloto muy hábil podía mantener un Dr.I en vuelo más de 80 minutos, mientras que todos los cazas aliados tenían una autonomía de dos y hasta tres horas. El propio Fokker se maravillaba de que el triplano causara tanto alboroto cuando otros cazas eran más rápidos y de mayor alcance. En cuanto al diseñador, Platz, tampoco se sentía especialmente feliz por la construcción del triplano, y prefería con mucho los biplanos o, mejor aún, los monoplanos cantilever. En los años veinte, sus monoplanos sin riostras iban a convertir a Fokker en el mayor fabricante mundial de aviones civiles de transporte.

## El circo volante de Richthofen

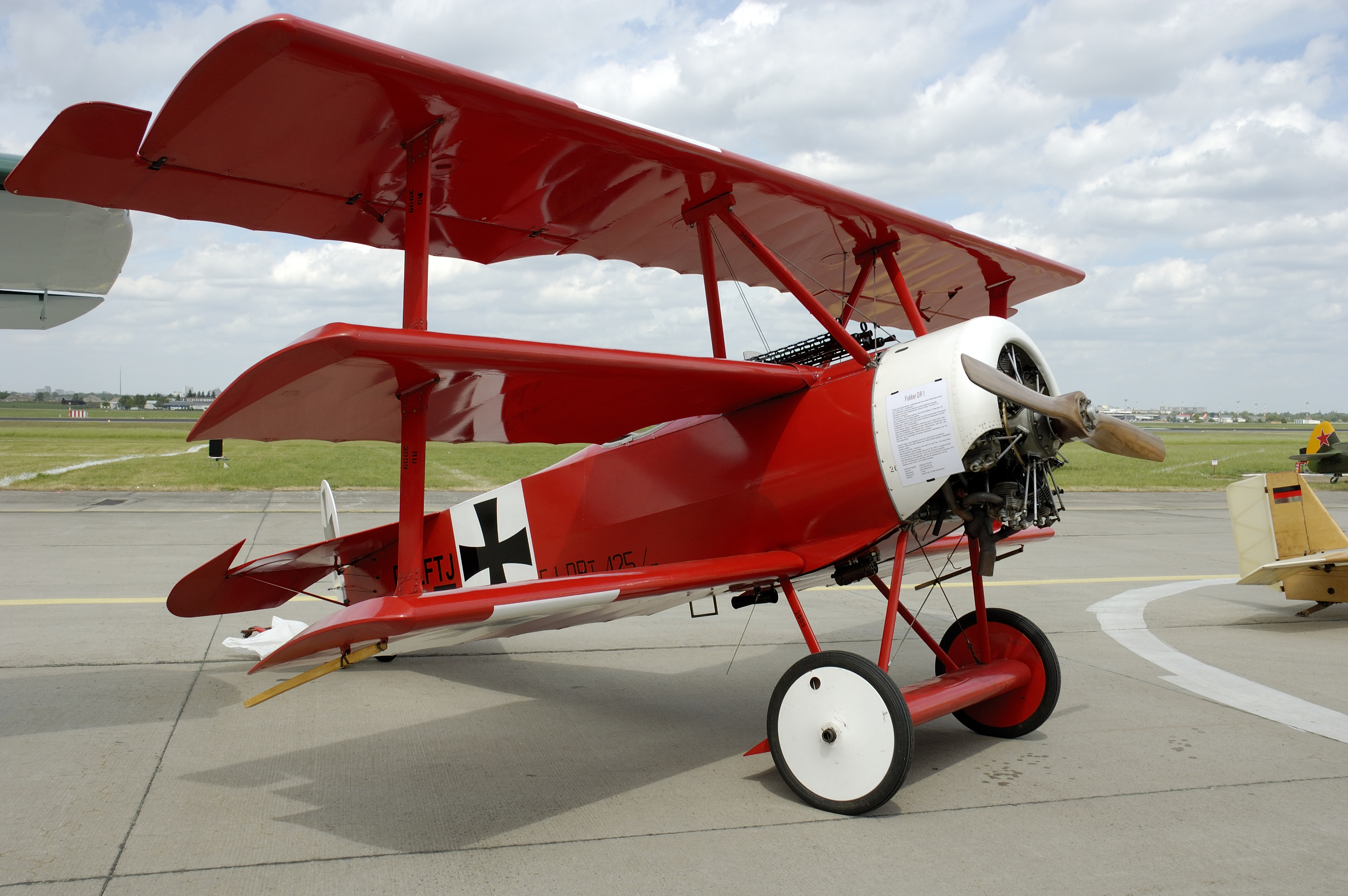
Una réplica del Fokker Dr.1 que usaba Manfred von Richthofen.

Durante un año escaso a partir de octubre de 1917, los 318 triplanos Fokker Dr.I, más los dos prototipos, se auparon a un lugar de privilegio en el panteón de la fama de la aviación militar. Como en el caso del Sopwith Triplane en el que se inspiraba, la razón principal de ello estribó en los brillantes aviadores que los pilotaron. Nunca ha existido en la Historia de la Aviación una unidad tan famosa como la JG1 de Richthofen, denominada a menudo " el circo volante de Richthofen " a causa del gran número de cazas bajo un mando único, de sus cuidadosamente planeadas y organizadas técnicas de combate y, principalmente, de sus brillantes y a menudo personalísimos esquemas de color. Naturalmente los 318 Dr.I de producción equiparon no solo los cuatro Jagdstaffeln (escuadrones de caza) de la JG1, sino algunas otras Jagdgeschwader.
La brillante hoja de servicios del Dr.I se vio algo ensombrecida por una serie de accidentes en las dos primeras semanas de combate. La causa se localizó en un defecto de fabricación (algo sorprendente por la meticulosidad de la factoría de Schwerin), de forma que todos lo Dr.I debieron ser revisados en tierra. En muchos casos hubo que fabricar nuevos largueros alares, y la factoría pasó casi todo el mes de noviembre de 1917 ocupada en reparar o reconstruir urgentemente las alas de los Dr.I. Así pues, hasta finales de noviembre no empezó el Dr.I a ser numéricamente significativo en el frente occidental; y no deja de sorprender que un número relativamente pequeño de aviones de un diseño básicamente anticuado llegara a alcanzar una reputación tan enorme.
Esa reputación está, por supuesto, íntimamente ligada a la del "Barón Rojo" Rittmeister Manfred Freiherr von Richthofen, un aristócrata alemán que fue el as de mayor palmarés de la I Guerra Mundial y quizá el más famoso piloto de caza de todos los tiempos. Aunque la mayoría de sus victorias las había obtenido en otros tipos de avión, tales como el Albatros D.III, prefirió el Dr.I a otros biplanos más rápidos y continuó volando en él, casi siempre exclusivamente en misiones de combate durante 1918. En uno de los Dr.I en que volaba regularmente encontró la muerte el 21 de abril de 1918, tradicionalmente a manos del capitán Roy Brown, un canadiense que volaba con el 209.º Squadron de la RAF (que se había creado hacía 20 días escasos), pero en realidad derribado casualmente por los ametralladores australianos William J. Evans y Robert Buie de la 53.ª Batería de la artillería de campaña australiana, cuando volaba a tan baja altura en persecución de un Sopwith Camel sobre el frente del Somme. El Freiherr (título que no es exactamente el de barón) murió de un único balazo que penetró en su cuerpo siguiendo una trayectoria sesgada y que le atravesó el corazón. Fue enterrado con honores militares por sus enemigos; los restos de su Dr.I fueron recogidos por la RAF en Valheureux, y parte de ellos se conservan en el museo Richthofen de su ciudad natal. Su último avión (Fok.425/17) estaba pintado de rojo brillante con las superficies inferiores en azul pálido, pero no todos sus aviones eran rojos, y ese Dr.I en particular había consumido la mayor parte de su vida operativa pintado mitad en rojo, mitad en verde oscuro.
El último Dr.I fue entregado en mayo de 1918, época en que empezó a fabricarse con urgencia el marcadamente superior Fokker D.VIII para reemplazarlo. Nunca hubo más de 171 triplanos en servicio (el punto más alto se alcanzó a primeros de mayo de 1918, y el número había descendido a 125 hacia mediados de junio), y durante el verano la mayoría de los Dr.I supervivientes fueron transferidos a los Jastas de defensa del territorio en Alemania.
A pesar de ello, muchos ases continuaron utilizándolos; Josef Jacobs, del Jasta 7, aún conservaba dos ejemplares pintados de negro para su uso personal a finales de septiembre de 1918, mientras el resto de su Staffel volaba el D.VII. Otros famosos pilotos del Dr.I fueron Hermann Göering (22 victorias), Kurt Wolff (33), Werner Voss (48), Erich Löwenhardt (53), Ernst Udet (62), y naturalmente Manfred von Richthofen (80). El hermano de Manfred, Lothar, fue también un famoso piloto de caza, que sobrevivió a la guerra solo para morir en un accidente aéreo en 1922. El único piloto latinoamericano del grupo fue el venezolano Carlos Meyer Baldo con 7 victorias.

## El Barón Rojo
El as de guerra, Manfred von Richthofen (conocido como: El Barón Rojo) utilizó el Fokker Dr.1 durante la Primera Guerra Mundial junto con el caza biplano Albatros D.II y consiguió 80 bajas considerándose como el as de ases, haciendo al Fokker Dr.1 mundialmente famoso.

## Posguerra

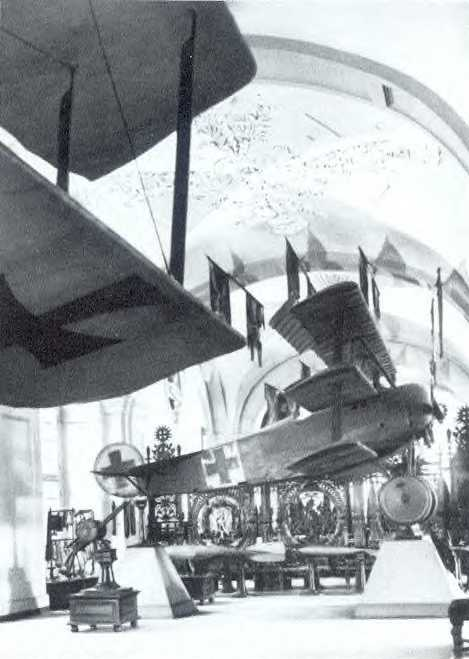
Fokker Dr.I (serial 152/17) en demostración en la Zeughaus

Muy pocos triplanos sobrevivieron al armisticio. El avión serie 528/17 se mantuvo como banco de pruebas por el Deutschen für Versuchsanstalt Luftfahrt (Instituto de Investigación Alemán de Aviación) en Adlershof. Después de ser utilizados en el rodaje de dos películas, el 528/17 se cree que se estrelló en algún momento a finales de 1930. El serie 152/17, en el que Manfred von Richthofen obtuvo tres victorias, estuvo en exhibición en el museo Zeughausen Berlín. El triplano fue destruido por un bombardeo aliado durante la Segunda Guerra Mundial. En la actualidad, solo unos pocos Dr.I originales sobreviven en los museos. Hay muchas réplicas que incluso vuelan. El Museo Nacional Aeronáutico y del Espacio de Chile posee uno, y existe otro en el Museo del Aire en Cuatro Vientos, Madrid.
En el Real Museo de las Fuerzas Armadas y de la Historia Militar de Bruselas se muestra una réplica del usado por Manfred von Richthofen.

## Variantes
- D.VI - Prototipo original
- V4 - 2 aparatos de preproducción evaluados en combate
- V5 - Célula de un Dr.I equipada con un motor rotativo Goebel Goe. III de 160 cv experimental para la primera competición de tipos D
- V6 - La versión más extendida, con motor Mercedes D.II de 120 cv
- V7 - Equipado con un motor rotativo Siemens-Halske Sh.III de 160 cv con reductor y hélice cuatripala
- V8 - Variante del V6 con tres planos en el morro y otros dos detrás de la cabina y la unidad de cola estándar del Dr.I
- V9 - Versión biplana experimental construida en el otoño de 1917 con un motor rotativo Oberursel U.0 de 80 cv y con la sección central del plano superior sustentado por una pareja de montantes en trípode a cada lado
- V10 - Versión estándar equipada con motor Oberursel Ur.III de 145 cv que le proporcionaba un techo de vuelo de cerca de 9500 m

## Especificaciones
Referencia datos: Quest for Performance

### Características generales
- Tripulación: 1 piloto
- Longitud: 5,77 m
- Envergadura: 7,20 m
- Altura: 2,95 m
- Superficie alar: 18.7 m²
- Peso vacío: 406 kg
- Peso cargado: 586 kg
- Planta motriz: 1× Motor rotativo de 9 cilindros Oberursel Ur.II.
  - Potencia: 110 cv 82 kW

### Rendimiento
- Velocidad máxima operativa (Vno): 185 km/h
- Velocidad de entrada en pérdida (Vs): 72 km/h
- Alcance: 300 km
- Techo de vuelo: 6095 m
- Régimen de ascenso: 5,7 m/s

### Armamento
- Ametralladoras: 2× Spandau MG 08 de 7,92 mm

### Aeronaves similares
- Sopwith Triplane
- Sopwith Camel

### Listas relacionadas
- Anexo:Cazas de la Primera Guerra Mundial
- Anexo:Lista de biplanos